# 青空にとおく酒浸り
『青空にとおく酒浸り』（あおぞらにとおくさけびたり）は、安永航一郎による日本の漫画作品。『月刊COMICリュウ』（徳間書店）にて、2006年創刊号から2012年11月号まで連載された。

## 概要
『月刊COMICリュウ』の創刊とともに連載開始した。連載第1話の時点では、タイトルは「MMリトルモーニング」だったが、第2話から掲記のタイトルに変更された。また、8話の雑誌掲載時には県立桐倶原高校バスケットボール部男子生徒らを表紙に描き「君が好きだと酒浸り」のタイトル文字となっていた。コミックス収録時にはタイトル文字が無くなっており、雑誌掲載分でしか確認できない。
2006年開始にもかかわらず1巻の発売が2010年になったり、その後の巻も発売延期を繰り返していたが、7巻発売のタイミングで連載を休止した。連載休止の理由について、出版社側は「従来、自作品のコミックス化を拒否していらした安永先生に、編集部より毎回無理なお願いをさせていただいて、これまでコミックスを刊行してまいりました が、今後の続刊についての話し合いが合意に至らず、その結論として残念ながら連載もやむなく休載という形なってしまいました。」と紙面上で発表しているが、作者は自身のツイッターでこれを否定しており、詳細は不明。
キャッチフレーズは、「変態たちの悪ノリについてこいっ!!いや、ついてきてください。」。作者曰く、最初はヒットを狙って「貧乏くさいよ○ばと!」のつもりだったが、でき上がったものは「非人道的じゃ○ん子チエ」になってしまったとのこと。
雑誌掲載時には、作品ごとに「前回のあらすじ」がついているが、本作に限り完全にお遊びのコーナーと化している（始めは他の作品と同じように普通のあらすじが掲載されていたが、4話目から現在のようになっていった）。なお、単行本には収録されていない。

## あらすじ
判崎小朝は、4歳のときに炎天下の車内に閉じ込められ、生死を彷徨っていたが、通りすがりの科学者にMM（マイクロマシン）を注入され、一命を取り留める。それから9年後、女子中学生となっていた小朝は、同じく体内にMMを注入された女子高生・石野篠と出会う。2人の周囲では、MMにまつわる壮絶かつくだらない陰謀や戦いが、全く無関係な話も挟みつつ、繰り広げられることに。

## 主な登場人物

### MM（マイクロマシン）とMM保持者（マイクロマシンホルダー）
MM保持者の特徴は能力発現時に瞳に独特の模様（黒い横棒）が浮かび上がることであり、この特徴は篠・ノーパナイザー・幌宮・しのさん黒にみられる。
粘膜接触による意志の疎通で膨大な情報交換を行うことができる（このため小朝と篠は同性同士ながらキスする場面が多い）。
判崎 小朝（はんざき こあさ）
一応、主人公だが第3話で早くも作者に忘れられ、その後はバゾク（陸軍中野予備校）やツーバイフォウ（頑丈人間スパルタカス）、北原京（火星人刑事）といった安永作品ではお馴染みのヒロイン相方キャラとなってしまった。中学校1年生の割には小柄かつ幼児体形。4歳の頃にパチンコ屋の駐車場で、炎天下の車の中で死にかけたが、科学者の幌宮にMMを注入されたことで一命を取り留める。
家はかなりの貧乏で、貧乏性である。無頼で鬼畜（中年で無職で酔っ払いのチカン常習者）な父親と二人暮らし。幼い頃から、父親のせいで相当な苦労（情報交換の際、あふれ出た記憶のあまりの貧乏くささに篠がもらい泣きするほど）をしているが、明るく楽天的な性格。
今まで経験してきた父親関係の「相当な苦労」があり、時たま実年齢よりはるかに上に見える（聞こえる）ようなことを言う。そのため、男性観はかなりゆがんでいる。同級生の男子生徒・佐藤から告白（？）された時は、喜ぶどころか「目的はカラダか!?｣ととても中学生らしくない反応をしていた。バスケ部室での一件以来、篠とのキスは抵抗がなくなっているばかりか、百合写真集を見るのも楽しみなようで、本作品の百合要素の元となっている。また、年齢の割に男あしらいも上手い。
共存するMMはジン。ジンのおかげでどんな傷もたちどころに直り、性格はケンカっぱやく怪我をすることに恐ろしく無頓着なところがある。また幼い頃からMMとの共同生活を送ってきたためジンへの依存度が高く、一人ではなにもできないのではないかと思われている。
幼少期に母と別れているせいで人に甘えた記憶がほとんどなく、潜在的なマザーコンプレックスを抱えている。このためしのさん白と裸で抱き合ったときには無意識に乳房に吸い付いている。篠に自分の新しい「おかあさん」になってもらう野望はまだ捨てていないようだがその反面、篠が自分の父親と「合体」してしまう事に関しては納得できていない部分もある模様。感情がなくなった篠が父親に迫ろうとしていた時は必死に妨害しようとしていた。
ジン
小朝と共存する人格を持ったMM。多数の個体が連携して情報を並列処理することにより、擬似人格を獲得している。
小朝にとっては物心ついたときから一緒にいた頼れる存在で、近づく不審者を許さない。思考は極めて理知的かつ論理的で、劇中最も頼りになる存在である。擬似人格のモデルになった人物には、篠がもらい泣きするほどの秘密があるらしい。
肉体の主導権を変えることができるが、ケイソンのように小朝の知らないところで誰かと会話したり、肉体を乗っ取るような真似は決してしない。戦闘時は、よく小朝から主導権を渡されている。
ミジンコを改良強化したプランクトン系MMで、名前もそれに因む。他者へのイメージは巨大なミジンコそのもの。
栄養源はクロレラ。そのため何らかの理由で小朝がMMを消費した場合などはゲロ不味いクロレラジュースか、人間としての尊厳にかかわる「亀のエサ（クロレラ配合）」で栄養補給する必要がある。
石野 篠（いしの しの）
事実上のヒロイン。変態たちに対するツッコミ役兼パンツ脱がされキャラ。21世紀の性と暴力の伏魔殿と呼ばれる県立桐倶原高校工業科の1年生。通称「しのさん」（ほとんど漢字表記の「篠」より平仮名の「しの」で表記される）。
学業成績はかなり優秀（進学希望）で、先生から普通科への転科を勧められるほどだが、普通科ではアルバイトとバイクが禁止なため、生活のため工業科に在籍している。
身体能力もかなり高く、ケンカ三昧の工業科の男子生徒たちが一目置くほど。その愛情表現の方法はやや微妙だが、男子生徒達のアイドル的存在でもある。
幼い頃に、家族と乗っていた車がダムに投げ出され、溺れていたところを、科学者の小城に救われる。その際、救命のためにMMを注入された。小城の援助で学生生活をしていたが、MM研究の方針転換により突如として資金援助を打ち切られる。低家賃を理由に判崎親子の隣人となり、どさくさで居候となったノーパナイザーとの一時的な同居生活を送る。その後、生き別れとなっていた家族と再会を果たしたものの、家族（主に父と兄）が穀潰しだったせいもあり家族のもとへは戻らず一人暮らしを続けている。
和食党故にパンツの中身が納豆臭いらしいがジョナサン曰く単に個人の体臭とのこと。
中華飯店『天珍城』でアルバイトしていたが、自身が警察に捜査協力した結果閉店に追い込まれてしまう悲劇を味わう（その後、店長が釈放されたために店は再開した）。
もともとMMを自力制御するほどの力を持っていたことからノーパナイザーに目をつけられ、さらなる悲劇を味わうことになるが順応している様子。
一時期MM化が進行しすぎて人間らしさを半ば失ってしまい、「優秀な個体」として小朝の父親に惚れ込んでしまう。
ケイソン
篠と共存するMM。本体は表皮の下にびっしりと張り巡らされている。
始めは知能に乏しく会話をすることができなかったが、ジンと膨大な情報交換（篠と小朝の粘膜接触＝ディープキス）をしたことにより、会話できるようになった。それ以前は、連想ゲーム方式で篠に意志を伝えようとしたことも（吐き気が2回→ゲロ×2→2ゲロ→逃げろ）。
ケイソウを強化改良したプランクトン系のMM。葉緑体を持ち、光合成をすることで回復をする。そのため、篠はしばしば半裸、もしくは全裸で日光浴をする。
ケイソン曰く、プール藻が別名の珪藻ベースのMMであるため、塩素剤であるカビキリャーに耐性がある。菌類ベースのNMであるノーパナイザーとはノリが合わないらしい。
疑似人格のモデルは級友のひろりん。本人ほど下品ではないが、足りないとこはほぼ一緒。
しのさん白（ホワイト）→しのさん
ある出来事がきっかけで篠と主導権が入れ替わったケイソン（篠は菌類型MM化され擬似人格化している）。見た目は人間にしか見えないが、MMが原始細胞を寄せ集めて人体の各パーツに擬態しているゴーレムのようなもの。そのため、細胞が壊死した場合は再生せず見た目だけが修復されるため、突然機能停止に陥る危険を抱えている。身体的な特徴は髪が白いこと。
普段の篠からは考えられないほどのダメっ娘で、ケイソン自身のコントロールが覚束ないせいで粗相したり、興奮した篠のせいで舌を噛み口から大量出血をする（ケイソン曰く、「10年助手席に座っていたからといって、車の運転が上手くなるわけではない」とのこと）。
しのさん黒との激闘により細胞が壊死した結果、リサイズでどんどん小さくなっていき、体型が幼児化してしまう。
石野篠本人の人格を菌型MM転写した存在。しのさんが統合された際に体は崩れ去ってしまい、いらぬ誤解を呼んだ。
しのさん黒（ブラック）→ドライバ→肉食パンダ
ある事件がもとでMM化し、しのさん白（ぱちもんの体）に移されてしまって、主のいなくなったオリジナルの篠の肉体にノーパナイザーが植え付けた菌類型MM。“石野篠・ジ・オリジン”やら“しのさん・ザ・グレート”などを自称するが、肌が黒いという身体的な特徴からしのさん黒と呼ばれる。
篠の制服やバイクを使い、近隣のヤンキー高（飯場丘実業）にちょっかいをだすなどしており、パワーバランスの崩壊を恐れた桐工OBのエロ貝が仲裁に動いていた。
ノーパナイザーの命令に忠実に行動して、靴とパンツを自力でゲットし、MM化した篠（しのさん白）に己の存亡をかけた勝負を挑む。
死闘の結果、「しのさん（白）」が主導権を得、「しのさん（黒）」は元々の「鯨」が作った石野篠ボディ専用OSとして体内に残されるが、尻神楽たちとの決戦の際、呼び出された肉食パンダに移住し、篠の体を再構成して分離する。
ジョナサン・フォルクス
生体演算装置の先端研究者で世界的頭脳の持ち主。微小生物を体内に取り込んで組織化し、脳機能をエミュレートさせる研究中、誤って菌に感染して以来、人が変わったかのように、研究所内の女性の下着を盗んでは匂い、匂いでは盗み、自らを「ノーパナイザー」と名乗るようになった。菌類タイプのNM（ナノマシン）はプランクトン型よりはるかに小さいので、より高密度で情報を収容できるようで、空いたところに自分の意識を記憶ごと移して、擬似人格のひとりとしてノーパナイザーの行動を意識下から観察していたと言う。
キーボードをわんこそばのように交換して猛烈な速度で打ち込みを行いサーバが一杯になるほどブログを更新するなどの奇行をみせる。ノーパナイザーとの最大の違いはメガネをかけることで、普段は隊長が預かっている。
海に鯨の形をしたMM書庫を複数持っている。
ノーパナイザー
ジョナサンが開発した、菌類（納豆菌）をもとに強化改良したNM。正式には「誰でもない男(Non Personalized Man)」といい、某国が諜報工作用に開発したもので、使いようによっては一国を滅ぼすことも可能な技術らしい。普段は、ジョナサンの体を完全に支配している。菌類だけに苦手なものは、カビキリャー。また、藁に包んで茹でた大豆を与えると、納豆菌の本能により先祖返りし、納豆作りに熱中する（小城は、この隙にジョナサンの人格を呼び覚ました）。
食事は、自分の指先から生じたキノコを食べる。マンガ喫茶でパラの香りと紅茶だけでエラく長命な人々の物語を読んで感化され、女性の下着の匂いを嗅いでエネルギーにする（と自称する）ようになる。下着については、着用中のものを自分が脱がせないとイヤというポリシーを持つが、性欲は皆無でオスの匂いは全くしないらしい。
小朝の父と同じく、女性たちからベルヌーイ効果および原理不明な方法でパンツを脱がせることができるほか、パカウター（ノーパン化能力計測装置）機能が付いており、男性のパカウント（ノーパナイズ力）や、女性の耐ノーパナイズカウントを数値化して計測することができる。ノーパナイザーのパカウントは自称12万。パカウント計測不能の小朝の父を師匠と仰ぐ。
ケイソン曰く、一つの体を複数の人格で共有したり逆に複数の体を一つの人格でコントロールできたりするらしい（実際劇中でどちらも行っている）。
美形キャラだが、初登場の際にマルセイユに完敗して頭を剃られ、以後はカッパハゲだった。これは後に敗北の屈辱を忘れないためと発覚し、勝利後髪は一瞬で元に戻っている。
火星人刑事陸號に変身したマルセイユと勝負パンツ争奪戦を繰り広げ、リミッターカットしたAEDに焼かれながらも勝利する。大阪の「ブラレス3四郎」というブラジャー盗犯から生下着抜きの挑戦メールを受け旅立つ途中、小朝の父に別れを告げる。その際、パンツ抜きを仕掛けるがあえなく返討ちにあう（師匠超え失敗）。
幌宮
MM研究の第一人者。研究成果を売り渡そうとする小城の企みに気付き、研究施設を爆破して逃亡する。その際に持ち去ったのが「ジン」、研究途中で置き去りにされたのが当時はまだ名前がなかった「ケイソン」である。小朝が死にかけた場面に居合わせ、MMを注入することで命を救ったが、直後にMMを打ったことが失敗だったと思い込んだらしく、駐車場から逃げ出した直後に、ダンプカーに轢かれ死亡した…とされている。だが、この行動についても不明な点が多く、小朝へのMM投与が偶然だったのか偶然を装った行動だったのかは謎である。
写真などから、フォルクスの共同研究者の一人であることは分かっており、アメリカの西海岸で同名の人物が生存しているのが確認されている（ただし同一人物である確証はない）。日本にいるフォルクスと太平洋を介してMM通信を行っている。ジンを立派な（志の高い）MMに育て上げた人だが、その行動や目的には謎が多い。

### 科学者たち
小城（おじろ） 洋
篠の後見人で、MMを注入することで篠の命を救った人。
濃い顔立ちで筋骨隆々なナルシスト。1週間に2回、ナースのコスプレをさせた篠に、ムダ毛の手入れをさせていた。
もともとロリコンの気があったわけではないようだが、少女時代の篠に出会ったことで目をつけ、セクハラや覗きを繰り返しており、覗きのためだけに高層ビルを建てるなど限度を知らない執着心を見せる。また、目をつけた少女を理想の女性に育てようという光源氏コンプレックスがあることを伺わせる描写がある。
MMを作るのはあまり上手ではないらしく、彼の作ったMMを入れた注射器は馬の浣腸並みで、中で何かが泳いでいるのが肉眼で確認できる。また出来損ないが某国のスパイに奪われた結果、肉食パンダ騒動を引き起こしている。
幌宮が遺したMMのジンと共存する小朝に興味を持ち、自身の体に前述のMMを注入して小朝（ジン）に挑むが、性能の差はいかんともし難く、完膚なきまでに叩きのめされる。
その挙句ジンに説教され、あっさりとMMの開発（研究）方針を転換。今まで研究対象だった篠への援助をあっさり打ち切って放り出してしまった。
各国政府の援助で研究を進め、その成果を資金に応じて提供するしたたかな男で、金回りは非常に良いもののドケチ。毎回、大して役に立ってもいないクセにオイシイところはしっかりと持っていく。しのさんが半裸で日光浴しているのを覗くために高層ビル（研究用でもあるが）をおっ建てるなどかなりはた迷惑な人物でもある。
安芸（あき） 一道
小城の助手。いろんな意味で小城が大好き。篠に対する嫉妬のあまり、毒を盛ろうとすることも（篠には完全に見抜かれている）。篠や小朝には名前を忘れられ、篠はその前で平気で裸になるなど、ほとんど人間扱いされていない。ただし小朝には「良い人」だと認識されている。

### 桐倶原高校
ひろりん
篠のクラスメイトで友人。篠のことを“しのしの”と呼ぶ。工業科の数少ない女子生徒。
ラブホテルについてかなり詳しく、小朝の父と一時期深い仲にあったが次に会った際には互いに顔を忘れていた。篠曰く、尻に水素ガスが詰まっているらしい。また、シノギは着用中のパンツ。現在は2人の彼氏と3人暮らし中。
人格形成中のケイソンのせいで明け方までインターネットカフェにいた篠を助けに来たり、授業中にストリップをはじめた篠にカーテンをかぶせたりとなかなか良い友人なのだが、どこかズレている。
自分は女だからしゃせー大会に出る必要はないと思い込んでるなど、おつむのレベルは同級生の男子生徒と同程度で、物事をすべてあっち方面に結び付けて考える。女性はおっぱいで、男性はチンポで識別しているらしい。
普段は化粧をしているためアホ顔だが、素顔ならかなりの美人。篠が警察の捜査協力で潜入した「部活パブ テニスのお姫様」ではビーナスの登録名（源氏名）でナンバーワンの座を獲得しており、新米の篠（登録名はドキッチ）とダブルスを組んだ。
ケイソンの人格のモデルでもある。
工業科の男子生徒たち
ほとんどが不良生徒。篠に惚れている者が多い。そのため、篠の彼氏の座を巡ってしばしば抗争が勃発するが、篠には全く相手にされていない。
しゃせー大会で篠が絵を描くコトが理解できないなど勉強は全くできない（一度に理解できるのは、5文字が限界）。
バスケットボール部員たち
試合で審判を蹴り倒し、試合開始2分で退場になるほど素行が悪い。留守の部室で粘膜接触によるMM同士の情報交換（要するにキス）をしていた篠と小朝に遭遇し、興奮する。キャプテンは百合好きで、部室には女の人が汗まみれで絡み合っている写真集が隠匿されている。また、リ・マージョンやパルといった高度な百合専門用語を操る。
小朝に前述の情報交換の口止めを依頼され、その際の励ましに発奮。以後強豪校として名を馳せる。
彼らが登場する回（第8話）は、題名が「君がスキだと酒浸り」に変更されていた。ただし、コミックス収録時にはサブタイトルが削除されていた（2巻に"1巻8話扉ページ＠サブタイトル入り"として掲載）。
山本・N・美穂（やまもと えぬ みほ）
後期生徒会長選挙に立候補するツインテールの普通科1年生で、篠と同じ飯場岡中に通っていた。篠とはトップを争っていたと自称するが、一度も勝てたことはなかったらしい。中学時代のあだ名は“みぽりん”で、本名の山本中山美穂（やまもと なかやまみほ＝山本が姓、名はアイドル大好きな父親が勢いで中山美穂と命名）に由来する。高校では隠しとおすつもりだったが篠にバラされてしまいクラスメイトには「そんなオイシい捨て身ギャグかくしてたなんてーっ」と大爆笑される。いまいち野望に人望がついてこない人。篠を副会長に任命することを条件に、工業科での選挙工作を依頼するが、篠に人脈では敵わないことがわかり一度は断念する。しかし篠の立候補辞退と、その面白い名前故に会長選挙を制する。
小柄だが、パンツの中身は意外とオトナらしい。
エロ貝
桐倶工機械科の卒業生で、自動車の修理工場を経営している。ヤバイ系と呼ばれ、顔も怖いが、義理堅くて面倒見がよく常識人で良識派。色々な意味で壊れた人間が多い本作では実は一番普通の意味で「良い人」かも知れない人物。桐倶工と飯場丘の抗争を止めるため自分の工場に篠を呼び出すが、そこでしのさん白としのさん黒の命の取り合いが勃発し、困惑する。「エロ貝」のあだ名の由来は、街頭署名の職業欄に縦書きで「工員」と書こうとしたのが、字が下手だったため、「エロ貝」に見えてしまったっことから。過去にマルセイユに手を出し、死ぬほどの目に遭わされたようで、マルセイユの炊き出しボランティアを手伝ったりしている。
尻神楽（しりかぐら）ありえ
普通科の1年生だったが、後に工業科に転科してくる戦うメガネっ娘。国内山間部にある奈牛潟村出身の「蟲籠り」と呼ばれる蟲に取り憑かれた人間を狩る一族の一員で、MM化した篠を蟲籠りと見なして危険視し、駆除しようと付け狙っている。蟲籠りを狩る際には、特殊な配合のお香を焚くことで、蟲籠りの活動を抑え込んだり、超人的な身体能力を得るが、その姿は喫煙しているようにしか見えない。全身には、体に侵入した蟲を抜いたり、蟲籠りとの戦いによって付いた傷跡が多数あり、視神経に侵蝕した蟲のせいで、失明の危機に瀕している。
兄弟が多く居間で着替えていたり、風呂が混浴であるといった特殊な環境で育ったため、男女の距離感に関する常識が全く欠落している。また、小朝の父に惚れており、判崎家&篠の部屋に強引に同居している。
第7巻では、「蟲籠り」を狩る者として仲間と協力し、篠の討伐に挑む。得物はハンドルを追加した植木ばさみ。お香により形成されたフィールド内で、仲間と意識や感覚、情報を共有し、あたかも1体のMMのごとき行動をとることができる。

### 県警
マルセイユ
小朝の知り合いの元・男性の女刑事。本名は三ヶ谷（みつがや）。妻と悠佐（ゆうさ）という高校3年生の娘がいる。年齢は、篠の3倍くらい。
元は外事課勤務の強面な敏腕刑事だった。女性化するきっかけとなった事件の影響で一時期荒んでいたが、小朝の父の「男として生きられないなら、女として生きればいい」という助言（無責任な一言）と女としての悦びを知る（見境のない肉欲の犠牲となる）ことにより、元来の生真面目と凝り性もあって、ほぼ完璧な女性として立ち直り、同時に新たな魅力で失っていた家族をも取り戻したことから、小朝の父を恩人と仰いでいる。
またの名を火星人刑事陸號（ろくごう）といい、時に巾着状態で戦う。耐ノーパナイズカウントは約16万で、ノーパナイザーいわく「不可侵レベル」。犯罪抑止のため（少し実益も絡むが）、公園でホームレスたちを相手に炊き出しのボランティアを行っている。
「脅威になりそうだから」と言う理由で尻神楽ありえの仲間に殺されかけたが、小朝（ジン）のおかげで事なきを得ている。

### その他
おっさん（小朝の父）
パンツマン。パチンコが趣味で、酒飲みな本能に生きる男。
特に、小朝の小学生時代に家庭訪問に来た担任の女教師を、一瞬の隙に「およめさん」にしたり、家に出前に来た篠を強制的に家に連れ込むなど女好きには見境ないが、本気で好意を持った相手には両想いにならないと手が出せない純情な一面もあるらしい。現在は篠に惚れているようだ。
体内に蓄積された酒と薬物の影響により、MMを注入されてもすぐに全滅してしまう特異体質（酔っ払いのジャンキー）。女のツボを本能レベルで知り尽くしており、篠を貞操の危機に陥らせたことも。特技は、ジーパンの上からでもパンツを抜き取ること。また、女性ならば年齢や未婚既婚を問わないばかりか、男性（マルセイユや小城）もストライクゾーン（穴がついていて動くものなら何でも対象。転がるドーナツもレイプする）という鬼畜かつ外道であり、魚類（メカジキ）を抱き込み漁で手籠めにし、籠絡したこともある。
タネ馬名人の異名で、ラブホテルでの消し忘れビデオがマニアに好評のプレミア品として一部業界で大人気を博している。
身体能力もかなり高く、篠のクラスメートの男子生徒たちを一蹴してしまった。また、MM保持者の篠とまともに立ち回ったり、某国の海兵隊員をまとめて病院送りにできるほどの戦闘力を誇る。しかしそのせいでよく警察のお世話にもなっている。また、その人間離れした身体能力は、MM的（特に菌類MM的）価値観によれば理想的であるらしい。
ひどい父親ではあるものの小朝に直接暴力をふるったことはなく、子供相手でもストライクという鬼畜だが、小朝に対する性的虐待も皆無。それどころか小朝がMMホルダーとなったきっかけであるパチンコ屋の駐車場置き去りについても、病院に連れていくための治療費稼ぎだったり、娘の危機を敏感に察知したりと、娘想いの一面がある。
みゆき
小朝のクラスメイトで友人。セミロングヘアー。
小朝のMMについては知らない。
ポメラニアンとボルゾイの雑種犬を飼っている。
かのこ
小朝のクラスメイトで友人。くせっ毛のショートヘア。姉が桐倶原高校の普通科にいる。
みゆきと同じく、MMについては知らない。
小朝の担任
小朝の担任の女性教師（既婚）。小朝に拒まれ家庭訪問をしていなかったが、小朝の作文により父親の所業を知り、行ったことにして逃げる。小朝の父の危険性を痛感しており、授業参観に参加すると知らされた時は校門前に硫化水素を撒こうとした。曰く「幼稚園のプールにホオジロザメを放すようなマネ」との事。
マルセイユの説得に負けた小朝が父を授業参観に参加させた結果、見事に上記通りの結果となった。
保健室の先生
小朝の学校の養護教諭（女性）。家庭訪問の確認に訪れ「ベッドと女を発見した!」小朝の父の毒牙にかかる。以後は、色ボケ状態。
ミスター天珍
篠がアルバイトする中華飯店「天珍城」の店主。店の2階には、“同胞”が30人以上泊っていた。
後に、わいせつ図画頒布と不法入国幇助・不法就労などの容疑で県警の家宅捜索を受ける。その後釈放されたものの中国政府と日本政府のダブルスパイという微妙な立場になってしまう。
マルセイユ刑事とは、過去に因縁があるが天珍本人は全く気付いていない。
三ヶ谷 悠佐（ゆうさ）
マルセイユの娘。高校3年生。父親の仕事のせいで、小学校のころ不審船に乗ったことがあるらしい。騒動好きで、人の言うことを聞かないが、格闘に対する解説は的確。
隊長
某国海兵隊の特殊部隊の隊長で、艦から脱走したノーパナイザー（ジョナサン）の捕獲のため、部下2人とともに、篠の部屋に催眠ガスを使って夜襲をかける。しかし、襲撃を予知したジョナサンに部下2人と共にキノコを植え付けられ操られてしまうがカビキリャーを直に口に含み噴霧する荒技で奮戦、一時はジョナサン並びに篠を拘束しかけるが、侵入時の手違いによって小朝の父の怒りを買い、自分の靴下やパンツを食わされるという、ひどい目にあう。翌日、小城の研究所に現れた小朝に対して、ものすごいパースをつけて謝るほどの、トラウマを負った。出港の際には、夜襲の際破壊されたテレビの代わりに、液晶テレビを判崎家に贈っている。ノーパナイザー（ジョナサン）に過激な突っ込みを入れる篠とは、一触即発の関係。
ハンス
隊長の部下の1人。大柄のアフリカンな人。夜襲の際、篠の部屋の配電盤を破壊したつもりが隣接する小朝の部屋を停電させてしまい、パチンコ攻略番組が見られず激怒した小朝の父に投擲されたテレビが頭部を直撃。ブラウン管の破片が脳に達する重傷を負う。へたにテレビを外すと死ぬそうで復帰には時間がかかる模様。
佐藤
小朝とは別のクラスの男子。中学生にしてはガタイがでかい。チャリパクで補導されたことがある。
デパートの男子トイレで散髪する小朝に一目惚れし告白するが、即決でダメ出しを喰らいあえなく玉砕する。
肉食パンダ
天珍城の冷凍庫で保管されていたMM保持者のなれの果てのパンダ。党中央の命令で、さる科学者と組み、死んだパンダのリサイクルでMMの投与実験を行ったらしい。バクテリアが基体で体の黒い部分と白い部分が互いを食い合っている状態にある。ジンによれば頭が悪く、物を取り込んで分解する以外の能がない。中華政府の所有物。
かのこにはヂブリのアニメキャラに見えたらしい。
尻神楽ありえたちとの決戦の際に天珍城から呼び出され、しのさん黒と合体し、新しい肉体の原料にされる。
吸田さん
尻神楽ありえの仲間の「蟲籠り」を狩る者の一人。女性。便所のぐっぽんを得物に戦い、なんでも（肉でも玄武岩でも）吸い出すことができる。ラバーカップに穴が開いても、穴から空気が入る前に素早く動かすことにより、その状態でも吸い出すことができる程の手練れ。しのさん黒（肉食パンダ）との戦いにおいて、しのさん黒の肉を大量にそぎ取るも、子供化したしのさん黒の奇襲の前に敗北する。その後、感情が元に戻ったしのさんの身代わりとして小朝の父に差し出され、毒牙にかかる。それ以後は、デレた。
鎌田くん、槌田くん、鉈田くん、堀田くん、斧田くん
尻神楽ありえの仲間の、「蟲籠り」を狩る者たち。男性。得物は、それぞれ鎌、金槌、鉈、シャベル、斧。早々に戦闘からは離脱し、行動予測などを担当して、戦闘担当のありえと吸田さんの戦闘をサポートした。お香により感覚を共有していたが、小朝の父の尿の混入により情報エラーを起こし、全滅した。

## 用語
MM（マイクロマシン）
一般でいわれるマイクロマシンとは異なり、プランクトンなどでの自然物で作られる。形成される擬似人格の思考は、きわめて理知的かつ合理的だが、宿主の単体での強さに非常にこだわる。そのため、人間離れした身体能力を持つ小朝の親父は、MMにとっては理想的な宿主であるらしい。
作中でMMを製作した科学者は、小城、幌宮、ジョナサンである。
ノーパナイザーのみ、MMではなく、NM（ナノマシン）と呼ばれる。
MM保持者（マイクロマシンホルダー）
注射などで、MMを体内に注入された者のことをいう。MMからは、「宿主」「家主」とも呼ばれる（それに対してMMは「テナント」と自称する）。
MMが体内にあるものは、体の負傷が瞬く間に治癒されたりするなど、超人的な能力を身につける。
その能力は、保持者の年齢や体格に関係なく、MMそのものの能力によって決まる。
現在確認されている保持者は、小朝、篠、ジョナサン、小城の4人。

## 書誌情報
1. - ISBN 978-4-19-950174-6 （2010年4月13日発売）
2. - ISBN 978-4-19-950175-3 （2010年6月3日発売）
3. - ISBN 978-4-19-950181-4 （2010年6月11日発売）
4. - ISBN 978-4-19-950196-8 （2011年8月11日発売）
5. - ISBN 978-4-19-950204-0 （2011年9月13日発売）
6. - ISBN 978-4-19-950268-2 （2011年12月13日発売） - 表紙の題名ロゴが「青空にとおく鮭浸り」と故意に間違えられている。
7. - ISBN 978-4-19-950302-3 （2012年10月2日発売）